# Alcocer, Mexiko
Alcocer är en ort i Mexiko.   Den ligger i kommunen San Miguel de Allende och delstaten Guanajuato, i den centrala delen av landet, 230 km nordväst om huvudstaden Mexico City. Alcocer ligger 2 124 meter över havet och antalet invånare är 1 224.
Terrängen runt Alcocer är kuperad åt sydväst, men åt nordost är den platt. Terrängen runt Alcocer sluttar norrut. Runt Alcocer är det ganska tätbefolkat, med 96 invånare per kvadratkilometer. Närmaste större samhälle är San Miguel de Allende, 6,6 km nordväst om Alcocer. Trakten runt Alcocer består i huvudsak av gräsmarker.